# Рыжая Соня (фильм, 1985)
«Рыжая Соня» (англ. Red Sonja) — американский приключенческий фэнтези-боевик по мотивам одноимённого комикса Роя Томаса 1973 года с участием Бригитты Нильсен и Арнольда Шварценеггера в главных ролях. Снят в 1985 году в Италии. Фильм был снят на волне успеха дилогии «Конан-варвар» и «Конан-разрушитель», однако сюжетной связи между картинами нет, даже Шварценеггер играет другого героя — не Конана, а Калидора. «Рыжая Соня» не была успешна в прокате, окупив меньше половины бюджета, и получила негативные оценки критиков при появлении (включая премию «Золотая малина»), однако со временем стала считаться своего рода «классикой» приключенческого кино.

## Сюжет
Могущественная колдунья, королева Гедрен, убивает семью Сони, а саму девушку отдаёт на потеху своим воинам. Видя страдания и жажду мести Сони, к ней является богиня, наделив её способностями и силой воина. Соня отправляется к китайскому мастеру мечей для того, чтобы научиться в полной мере использовать дарованную ей силу.
Тем временем Гедрен прослышала о существовании древнего магического талисмана, способного создавать или уничтожать миры. Сей могущественный артефакт черпает мощь в лучах света и охраняется жрецами храма. Только женщины могут касаться его. Талисман стал слишком могущественен и, если его не предать вечной темноте, через тринадцать дней он разрушит мир штормами и землетрясениями. Жрицы готовы уничтожить его, но в храм врываются воины Гедрен. Служительницы храма вступают с ними в бой, но в итоге оказываются побеждены, и злая королева похищает талисман. Оставшихся в живых она приказывает сбросить в подземелье, предназначавшееся для талисмана, и замуровывает их. Одной из жриц, сестре Сони по имени Варна, удаётся спрятаться и сбежать. Смертельно раненая преследующими её солдатами, она оказывается спасённой подоспевшим на помощь воином Калидором. Калидор находит Рыжую Соню и привозит её к умирающей сестре, которая рассказывает ей о похищении талисмана.
В пути Соня встречает разрушенный талисманом город Хэблок, а также находящегося там принца Тарна и его слугу Фалкона, которые впоследствии присоединяются к воинам в намерении отомстить Гедрен за разрушение города. Легендарный герой, отважная воительница Рыжая Соня и их новые спутники отправляются в далёкий, полный опасностей поход к столице королевы Гедрен, чтобы сразиться с силами зла и спасти Землю от разрушения.

## В ролях
| Актёр                | Роль                            |
| -------------------- | ------------------------------- |
| Бригитта Нильсен     | Соня                            |
| Арнольд Шварценеггер | Калидор                         |
| Сэндал Бергман       | Гедрен                          |
| Пол Смит             | Фалкон                          |
| Эрни Рейс            | принц Тарн                      |
| Джанет Агрен         | Варна                           |
| Тэд Хорино           | мастер мечей                    |
| Донна Остербухр      | верховная жрица Кендра          |
| Лара Нашински        | помощница Гедрен                |
| Пэт Роуч             | Брайтаг владелец платной дороги |

## Постановка фильма
В фильме «Конан-варвар» Сандал Бергман играла возлюбленную Конана, Валерию. В «Рыжей Соне» ей первоначально предлагали главную роль, однако потом отказались от этой идеи, но дали ей роль злодейки Гедрен. Создателям ленты понадобился год, чтобы подыскать актрису, которая обладала бы достаточно «амазонским» обликом для главной роли. За 8 недель до начала съёмок они всё ещё были в поисках, но тут им попались на глаза фотографии Бригитты Нильсен в одном из журналов.
Студийные съёмки фильма проходили в Италии, на студии «Понтини», натурные — в итальянской области Абруццо (Гран-Сассо-д’Италия).